# Позимь (река)
По́зимь (удм. Поӟым, устар. Позым) — река в Удмуртии (Россия), левый приток реки Иж.
Длина 52 км, площадь водосбора 796 км. Протекает по Воткинскому и Завьяловскому районам республики и Первомайскому району Ижевска. Исток в 1,5 км к северо-западу от деревни Верхне-Позимь. От истока течёт около 9 км на юго-восток, затем поворачивает на юго-запад. Впадает в Иж в городе Ижевск чуть выше моста на Сарапульском тракте. В низовьях ширина русла составляет 8—10 м, глубина до 2,6 м. Река не судоходна.
Средний расход воды — 3,22 м³/с. Высота устья — 87 м над уровнем моря. Уклон реки — 2,2 м/км.
Реку пересекают железная дорога Ижевск — Воткинск, автодороги Ижевск — Воткинск, ИКАД (восточный участок), Ижевск — Гольяны.

## Притоки
Основные притоки (от устья):
- пр: Карлутка (дл. 12,4 км)
- лев: Люллинка
- пр: Чемошурка (дл. 8,4 км)
- 12 км лев: Быдвайка (дл. 14 км)
- 19 км пр: Вожойка (дл. 23 км)
- 27 км лев: Русская Казмаска (дл. 22 км)
- 33 км пр: Июль (дл. 17 км)

## Данные водного реестра
По данным государственного водного реестра России относится к Камскому бассейновому округу, водохозяйственный участок реки — Иж от истока и до устья, речной подбассейн реки — бассейны притоков Камы до впадения Белой. Речной бассейн реки — Кама.
Код водного объекта в государственном водном реестре — 10010101212111100027040.